# Christian Gasc
Christian Gasc (Dunes, 6 agosto 1945 – Parigi, 13 gennaio 2022) è stato un costumista francese.

## Biografia
Nacque in una famiglia proletaria, da padre meccanico e madre sarta: sarà lei ad avvicinare Christian alla passione per il cinema e i costumi. Autodidatta, diventò nei primi anni settanta assistente della costumista Liliane de Kermadec.

## Filmografia
- Les Sœurs Brontë, regia di André Téchiné (1979)
- Storia di donne (Les Ailes de la colombe), regia di Benoît Jacquot (1981)
- Passion, regia di Jean-Luc Godard (1982)
- Rendez-vous, regia di André Téchiné (1985)
- Madame Butterfly, regia di Frédéric Mitterrand (1995)
- Ridicule, regia di Patrice Leconte (1996)
- Il cavaliere di Lagardère (Le Bossu), regia di Philippe de Broca (1997)
- L'amore che non muore (La Veuve de Saint-Pierre), regia di Patrice Leconte (2000)
- Tosca, regia di Benoît Jacquot (2001)
- Anime erranti (Les Égarés), regia di André Téchiné (2003)
- La boîte noire, regia di Richard Berry (2005)
- Le donne del 6º piano (Les Femmes du 6e étage), regia di Philippe Le Guay (2011)
- Addio mia regina (Les Adieux à la Reine), regia di Benoît Jacquot (2012)

## Riconoscimenti
- Premio César
  - 1986 - Migliori costumi per Rendez-vous
  - 1996 - Migliori costumi per Madame Butterfly
  - 1997 - Migliori costumi per Ridicule
  - 1998 - Migliori costumi per Il cavaliere di Lagardère
  - 2012 - Candidato a migliori costumi per Le donne del 6º piano
  - 2013 - Migliori costumi per Addio mia regina